# LaMont Jordan
LaMont Jordan (Forestville, 11 novembre 1978) è un ex giocatore di football americano statunitense che ha giocato nel ruolo di running back nella National Football League (NFL).

## Carriera professionistica

### New York Jets
Dopo avere giocato al college a football con i Maryland Terrapins, Jordan al draft NFL 2001 è stato selezionato come 49ª scelta dai New York Jets. Ha debuttato nella NFL il 9 settembre 2001 contro gli Indianapolis Colts indossando la maglia numero 34. Nei suoi 4 anni è stato sempre la riserva di Curtis Martin.

### Oakland Raiders
Dopo esser diventato free agent firma con i Raiders un contratto di 5 anni per un totale di 27,5 milioni di dollari. Al primo anno si guadagna il primo posto nelle ricezioni di tutta la NFL con 70 ricezioni.
Il 19 novembre 2006 durante la partita contro i Kansas City Chiefs si è distorto il legamento collaterale medio del ginocchio, a causa di questo infortunio ha saltato il resto della stagione.
L'anno successivo durante l'incontro con i Miami Dolphins è uscito per una botta alla schiena, l'ha sostituito Justin Fargas che poi ha preso il suo posto da titolare. Il 25 luglio 2008 è stato svincolato.

### New England Patriots
Il 26 luglio 2008 firma un contratto di un anno con i Patriots. Ha scelto il numero di maglia 32, ma trova pochi spazi.

### Denver Broncos
Il 4 marzo 2009 firma con i Broncos un contratto di due anni per 2,5 milioni di dollari. Ha mantenuto il numero 32, anche in quest'anno non riesce a riemergere dal suo ruolo di 3º running back. Il 23 febbraio 2010 è stato svincolato.

## Palmarès
- (1) FedEx ground player della settimana (7ª settimana della stagione 2005)

## Statistiche
| Partite totali             | 114   |
| Partite totali da titolare | 29    |
| Yard su ricezione          | 1.301 |
| Touchdown su ricezione     | 3     |
| Yard su corsa              | 3.734 |
| Touchdown su corsa         | 28    |